# Associação Portuguesa do Património Marítimo
A Associação Portuguesa do Património Marítimo (APPM), é uma associação sem fins lucrativos que visa a salvaguarda e preservação do património marítimo português, principalmente relativo às embarcações tradicionais ainda existentes. A sede da APPM é atualmente em Setúbal, em instalações cedidas pela REFER.

## História
A ideia de uma organização que agrupasse os vários interessados na área do património marítimo em Portugal era já falada há vários anos; com o advento da Expo'98, e participação de várias destas embarcações, tanto do continente, como da Madeira e dos Açores a par de outras estrangeiras deu novo alento à ideia.
Em 1999, no decorrer da 1ª edição do Festival dos Oceanos, foi realizado no Padrão dos Descobrimentos, em Lisboa, o 1º Congresso do Património Marítimo, do qual emanou um voto de confiança para o início dos trabalhos preparatórios para a criação da Associação.
No início do ano 2000, realizou-se uma assembleia constituinte, na Escola Náutica Infante D. Henrique, na qual foi apresentado o projecto de estatutos.
Nos dois anos seguintes realizaram-se várias reuniões, e alterações ao projeto de estatutos, que culminaram na escritura de constituição da APPM a 16 de dezembro de 2002, no Cartório Notarial de Sesimbra, e publicada em Diário da República no nº 35 - III Série - de 11 de fevereiro de 2003.
A Associação Portuguesa do Património Marítimo, é uma das organizações associadas da European Maritime Heritage (EHM).
No ano de 2014 a Administração dos Portos de Setúbal e Sesimbra e a APPM, celebraram um acordo de cooperação com a finalidade de preservar o património marítimo, nomeadamente as embarcações tradicionais do Rio Sado.